# Propatria (metro de Caracas)
Propatria es la primera estación de la Línea 1 del Metro de Caracas, la cual está ubicada al extremo oeste de la ciudad de Caracas, en la Parroquia Sucre, en el Barrio Propatria, del cual toma el nombre la estación, dando acceso a la Avenida Simón Bolívar. A menos de 500 metros de la estación se encuentra el Centro Comercial Propatria.
En las instalaciones de la estación se encuentra el principal patio de mantenimiento y estacionamiento de la flota de trenes que operan en las líneas 1 y 3.